# Poullaouen
Poullaouen (bretonisch Poullaouën) ist eine französische Gemeinde mit 1.466 Einwohnern (Stand 1. Januar 2022) im Département Finistère in der Region Bretagne. Sie gehört zum Arrondissement Châteaulin und zum Kanton Carhaix-Plouguer.
Sie entstand als namensgleiche Commune nouvelle mit Wirkung vom 1. Januar 2019 durch die Zusammenlegung der bisherigen Gemeinden Poullaouen und Locmaria-Berrien, die in der neuen Gemeinde den Status einer Commune déléguée haben. Der Verwaltungssitz befindet sich im Ort Poullaouen.

## Gliederung
| Ortsteil                     | ehemaliger INSEE-Code | Fläche (km²) | Einwohnerzahl zum 1. Januar 2022 |
| ---------------------------- | --------------------- | ------------ | -------------------------------- |
| Poullaouen (Verwaltungssitz) | 29227                 | 71,36        | 1.263                            |
| Locmaria-Berrien             | 29129                 | 17,20        | .0203                            |

## Lage
Die Gemeinde befindet sich zentral im Westen der Bretagne zwischen den beiden Orten Carhaix-Plouguer und Huelgoat.
Quimper liegt 50 Kilometer südwestlich, die Groß- und Hafenstadt Brest 60 Kilometer nordwestlich und Paris etwa 450 Kilometer östlich (Angaben in Luftlinie). Teile der Gemeinde liegen im Regionalen Naturpark Armorique. Der Fluss Aulne durchquert das Gemeindegebiet, in den hier seine Zuflüsse Beurc’hoat und Fao münden.
Nachbargemeinden sind: Scrignac im Norden, Carnoët im Nordosten, Plounévézel im Südosten, Kergloff im Süden, Plouyé im Südwesten, Huelgoat im Westen und Berrien im Nordwesten.

## Verkehr
Bei Landivisiau, Morlaix und Guingamp im Norden gibt es Abfahrten an der Schnellstraße E 50 Brest-Rennes und bei Quimper und Lorient im Süden an der E 60 Brest-Nantes. In den vorgenannten Orten befinden sich auch Bahnhöfe an den überwiegend parallel verlaufenden Regionalbahnstrecken.
Der Bahnhof von Brest ist Endpunkt des TGV Atlantique nach Paris.
Die Flughäfen Aéroport de Brest Bretagne nahe Brest und Aéroport de Lorient Bretagne Sud bei Lorient sind die nächsten Regionalflughäfen.